# Ајмара (језик)
Ајмара (шп. aimara, aymara), на језику ајмара, jaya mara aru или jaqi aru, је језик из породице ару језика који се говори у Боливији, Чилеу и Перуу. Добио је име по народу ајмара и има званичан статус у Перуу и Боливији.
Ајмара има два братска језика: кавки (шп. kawki) за који се сматра да је нестао, и хакари (шп. jaqari) који се говори у области Тупе где има неколико хиљада говорника.